# Bosniaques de Croatie
La minorité bosniaque de Croatie ou les Bosniaques de Croatie (en bosnien et en croate : Bošnjaci u Hrvatskoj) désignent la minorité ethnique bosniaque vivant en Croatie,.